# Verenigde Staten op de Olympische Zomerspelen 1936
De Verenigde Staten namen deel aan de Olympische Zomerspelen 1936 in Berlijn, Duitsland. Voor het eerst sinds 1908 eindigden de Amerikanen niet als eerste in het medailleklassement. Duitsland veroverde de eerste plaats.

## Mannen

### Atletiek
- Archie Williams- Wint 1x goud op de 400m.
- Jesse Owens- Wint 4x goud op de 100m, de 200m, het verspringen en de 4x100m estafette.
- John Woodruff- Wint 1x goud op de 800m.
- Matthew Robinson- Wint 1x zilver op de 200m.
- Ralph Metcalfe- Wint 1x goud op de 4x100 meter estafette en 1x zilver op de 100m.
- James Lu Valle- Wint 1x brons op de 400m.
- Glenn Cunningham- Wint 1x zilver op de 1.500m.
- Forrest Towns- Wint 1x goud op de 110 m horden.
- Frederick Pollard- Wint 1x brons op de 110m horden.
- Glenn Hardin- Wint 1x goud op de 400 m horden.
- Foy Draper- Wint 1x goud op de 4x100m estafette.
- Frank Wykoff- Wint 1x goud op de 4x100m estafette.
- Edward O'Brien- Wint 1x zilver op de 4x400m estafette.
- Harold Cagle- Wint 1x zilver op de 4x400m estafette.
- Robert Young- Wint 1x zilver op de 4x400m estafette.
- Alfred Fitch- Wint 1x zilver op de 4x400m estafette.
- Cornelius Cooper Johnson- Wint 1x goud op het hoogspringen.
- David Albritton- Wint 1x zilver op het hoogspringen.
- Delos Thurber- Wint 1x brons op het hoogspringen.
- Earle Meadows- Wint 1x goud op het polsstokhoogspringen.
- Ken Carpenter- Wint 1x goud met de discus.
- Gordon Dunn- Wint 1x zilver met de discus.
- Glenn Morris- Wint 1x goud met de tienkamp.
- Robert Clark- Wint 1x zilver mey de tienkamp.
- Josh Parker- Wint 1x brons op de tienkamp.

### Basketbal
Het basketbalteam won goud. De samenstelling van het team was:
- Sam Balter
- Ralph Bishop
- Joe Fortenberry
- Tex Gibbons
- Francis Johnson
- Carl Knowles
- Frank Lubin
- Art Mollner
- Donald Piper
- Jack Ragland
- Willard Schmidt
- Carl Shy
- Duane Swanson
- Bill Wheatley

### Boksen
- Jack Wilson- Wint 1x zilver bij het bantamgewicht.
- Louis Daniel Lauria- Wint 1x brons bij het vlieggewicht.

### Kanovaren
- Ernest Riedel- Wint 1x brons in K1 10000 meter.

### Voetbal
Resultaten
-  Verenigde Staten -  Italië 0-1

Team
- Bartkus
- Greinert
- Zbilowski
- James Crockett
- Peter Pietras
- Charles Altemose
- Gajda
- George Nemchik
- Fred Lutkefedder
- William Fiedler
- Francis Ryan

### Roeien
De mannen-acht won goud. De samenstelling van het team was:
- Roger Morris
- Charles Day
- Gordon Adam
- John White
- Jim McMillin
- George Hunt
- Joseph Rantz
- Don Hume
- Robert Moch

### Zwemmen
- Peter Fick - 6e op de 100 meter vrije slag

## Vrouwen

### Atletiek
- Helen Stephens - Wint 2x goud op de 100m en de 4x100m estafette.
- Harriet Bland - Wint 1x goud op de 4x100m estafette.
- Betty Robinson - Wint 1x goud op de 4x100m estafette.
- Annette Rodgers - Wint 1 goud op de 4x100m estafette.
- Dorothy Odam - Wint 1x goud op het hoogspringen.

Afghanistan · Argentinië · Australië · België · Bermuda · Bolivia · Brazilië · Brits-Indië · Bulgarije · Canada · Chili · Colombia · Costa Rica · Denemarken · Duitsland · Egypte · Estland · Filipijnen · Finland · Frankrijk · Griekenland · Groot-Brittannië · Hongarije · IJsland · Italië · Japan · Joegoslavië · Letland · Liechtenstein · Luxemburg · Malta · Mexico · Monaco · Nederland · Nieuw-Zeeland · Noorwegen · Oostenrijk · Peru · Polen · Portugal · Republiek China · Roemenië · Tsjecho-Slowakije · Turkije · Uruguay · Verenigde Staten · Zuid-Afrika · Zweden · Zwitserland